# Consell de la Generalitat Valenciana a la IX Legislatura
El Consell de la Generalitat Valenciana corresponent al període 2015-2019 correspon a la IX legislatura del període democràtic.

## Cronologia
Després de 20 anys de governs conservadors, el PPCV va perdre la majoria absoluta. Aquesta situació va permetre que s'articulés una majoria d'esquerres a les Corts Valencianes (PSPV-PSOE 23, Coalició Compromís 19 i Podem 13). Després de dures i tenses negociacions, els tres partits progressistes van signar l'anomenat Acord del Botànic, on es van establir les bases d'un nou Consell de progrés.
Finalment, Podem no va formar part del Govern, però va decidir donar-li suport extern i votar favorablement a la investidura. Aquest fet va provocar que el nou govern valencià fos, finalment, un bipartit format pels socialistes valencians i Compromís. Els Consellers van prendre possessió del seu càrrec el 30 de juny de 2015.

### Seminaris de govern
El Consell de la Generalitat inicia aquesta nova pràctica de reunions semestrals del Consell amb la voluntat de reunir en ple el govern valencià per a analitzar, organitzar i coordinar l'acció executiva del semestre següent. Una espècie de tancament dels i les conselleres en un municipi o espai emblemàtic del País Valencià durant un cap de setmana amb la voluntat de reunir en ple el govern valencià per a analitzar, organitzar i coordinar l'acció executiva del semestre següent.
Durant la legislatura se celebraren 7 seminaris:
- Seminari de Govern d'hivern 2016. Morella, 9 i 10 de gener
- Seminari de Govern d'estiu 2016. Torrevieja, del 8 al 10 de juliol
- Seminari de Govern d'hivern 2017. Sagunt, del 27 al 29 de gener
- Seminari de Govern d'estiu 2017. Ademús, del 21 al 23 de juliol
- Seminari de Govern d'hivern 2018. Vinaròs i Benicarló, del 26 al 28 de gener
- Seminari de Govern d'estiu 2018. Castalla i Biar, del 20 al 22 de juliol
- Seminari de Govern d'hivern 2019. Simat de la Valldigna i Gandia, de l'1 al 3 de febrer

### Canvi a la conselleria de Sanitat Universal i Salut Pública
La consellera de Sanitat Universal i Salut Pública de la Generalitat va deixar el càrrec el 17 de juny de 2018, tres anys després de la seua presa de possessió del càrrec, arran del seu nomenament com a Ministra de Sanitat, Consum i Benestar Social de l'executiu de Pedro Sánchez. Ana Barceló la va succeir en la conselleria fins al final de legislatura.

## Estructura
| President: Ximo Puig i Ferrer (PSPV-PSOE) |

| Conselleries                                                                   | Titulars                                   | Titulars                                   | Titulars                                   |
| ------------------------------------------------------------------------------ | ------------------------------------------ | ------------------------------------------ | ------------------------------------------ |
| Conselleries                                                                   | 30 de juny de 2015                         | 17 de juny de 2018                         |                                            |
| Vicepresidenta, Portaveu i Consellera d'Igualtat i Polítiques Inclusives       | Mónica Oltra Jarque (Compromís)            | Mónica Oltra Jarque (Compromís)            | Mónica Oltra Jarque (Compromís)            |
| Conseller d'Economia Sostenible, Sectors Productius, Comerç i Treball          | Rafael Climent González (Compromís)        | Rafael Climent González (Compromís)        | Rafael Climent González (Compromís)        |
| Conseller d'Hisenda i Model Econòmic                                           | Vicent Soler i Marco (PSPV-PSOE)           | Vicent Soler i Marco (PSPV-PSOE)           |                                            |
| Consellera de Sanitat Universal i Salut Pública                                | Carmen Montón Giménez (PSPV-PSOE)          | Ana Barceló Chico (PSPV-PSOE)              | Ana Barceló Chico (PSPV-PSOE)              |
| Conseller d'Educació, Investigació, Cultura i Esports                          | Vicent Marzà i Ibàñez (Compromís)          | Vicent Marzà i Ibàñez (Compromís)          | Vicent Marzà i Ibàñez (Compromís)          |
| Conseller de Transparència, Responsabilitat Social, Participació i Cooperació  | Manuel Francisco Alcaraz Ramos (Compromís) | Manuel Francisco Alcaraz Ramos (Compromís) | Manuel Francisco Alcaraz Ramos (Compromís) |
| Consellera de Justícia, Reformes Democràtiques i Llibertats Públiques          | Gabriela Bravo Sanestanislao (Independent) | Gabriela Bravo Sanestanislao (Independent) |                                            |
| Consellera d'Agricultura, Medi Ambient, Canvi Climàtic i Desenvolupament Rural | Elena Cebrián Calvo (Independent)          | Elena Cebrián Calvo (Independent)          | Elena Cebrián Calvo (Independent)          |
| Consellera d'Habitatge, Obres Públiques i Vertebració del Territori            | María José Salvador Rubert (PSPV-PSOE)     | María José Salvador Rubert (PSPV-PSOE)     |                                            |